# Can Sorrilla
Can Sorrilla és una masia de Cornellà del Terri (Pla de l'Estany) inclosa a l'Inventari del Patrimoni Arquitectònic de Catalunya.

## Descripció
Antic mas de planta rectangular, estructurat en tres crugies paral·leles, perpendiculars a la façana principal. L'accés a la casa es realitza a través d'una crugia lateral. Les parets estructurals són morterades i les façanes estan arrebossades i pintades, canviant el color de la pintura a les cantonades que imiten carreus. L'edifici es desenvolupa en planta baixa, planta pis i golfes. La coberta és de teula àrab a una sola vessant i acabada a la façana amb un ràfec de quatre fileres, combinació de teula i rajol.
La porta d'accés està emmarcada per carreus bisellats que formen un arc molt rebaixat. Sobre la porta hi havia una antiga finestra d'origen medieval amb reminiscències gòtiques i trencaaigües emmotllurat a la part superior de l'ampit. A la façana posterior també hi ha una finestra gòtica. A l'interior els sostres són coberts amb fusta.

## Història
En una pedra lateral de l'arc de la porta d'entrada hi ha cisellat l'any 1582, i a la pedra central del mateix arc, l'any 1833.